# Шабаново (Людиновський район)
Шабаново (рос. Шабаново) — присілок в Людиновському районі Калузької області Російської Федерації.
Населення становить 4 особи. Входить до складу муніципального утворення Присілок Маніно.

## Історія
Від 2004 року входить до складу муніципального утворення Присілок Маніно.

## Населення
| 2002 | 2010 |
| ---- | ---- |
| 6    | ↘4   |